# Conus vappereaui
Espèce
Conus vappereaui est une espèce de mollusques gastéropodes marins de la famille des Conidae.
Comme toutes les espèces du genre Conus, ces escargots sont prédateurs et venimeux. Ils sont capables de « piquer » les humains et doivent donc être manipulés avec précaution, voire pas du tout.

## Description
La taille de la coquille varie entre 40 mm et 60 mm.

## Distribution
Cette espèce marine est présente dans l'océan Pacifique au large de Tahiti et Tuamotu.

## Taxonomie

### Publication originale
L'espèce Conus vappereaui a été décrite pour la première fois en 2009 par le malacologiste António Monteiro dans « Visaya »,.

### Synonymes
- Conus (Phasmoconus) vappereaui Monteiro, 2009 · appellation alternative
- Conus moluccensis vappereaui Monteiro, 2009 · non accepté
- Fulgiconus vappereaui (Monteiro, 2009) · non accepté
- Phasmoconus vappereaui (Monteiro, 2009) · non accepté